# Cordyline forbesii
Cordyline forbesii là một loài thực vật có hoa trong họ Măng tây. Loài này được Rendle mô tả khoa học đầu tiên năm 1923.